# 日本ウエルポイント協会
一般社団法人日本ウエルポイント協会（にほんウエルポイントきょうかい）は、ウェルポイント技術の研究・向上を目的にした土木事業者による業界団体。元国土交通省所管。

## 概要
- 所在：東京都新宿区四谷本塩町23
- 設立：1976年1月26日
- 会長：藤田　博

## 認可資格
- ウエルポイント施行技能士